# Kultura Esperanto-Festivalo
Den första Kultura Esperanto-Festivalo eller KEF arrangerades i Uppsala 1986. Därefter har KEF arrangerats flera gånger, bl.a. i Lund, Västerås, Köpenhamn och Helsingfors. Nästa gång arrangeras KEF i Danmark 2009. Det finns även andra internationella esperantofestivaler. I Kuopio i Finland arrangeras Festivalo Arta Lumo i juli-augusti 2007.
KEF är en festival som särskilt lyfter fram originalkulturen på esperanto. Rockbandet Persone, "esperantovärldens Beatles", föddes som en del av förberedelserna för den första festivalen.